# 잔 멀린

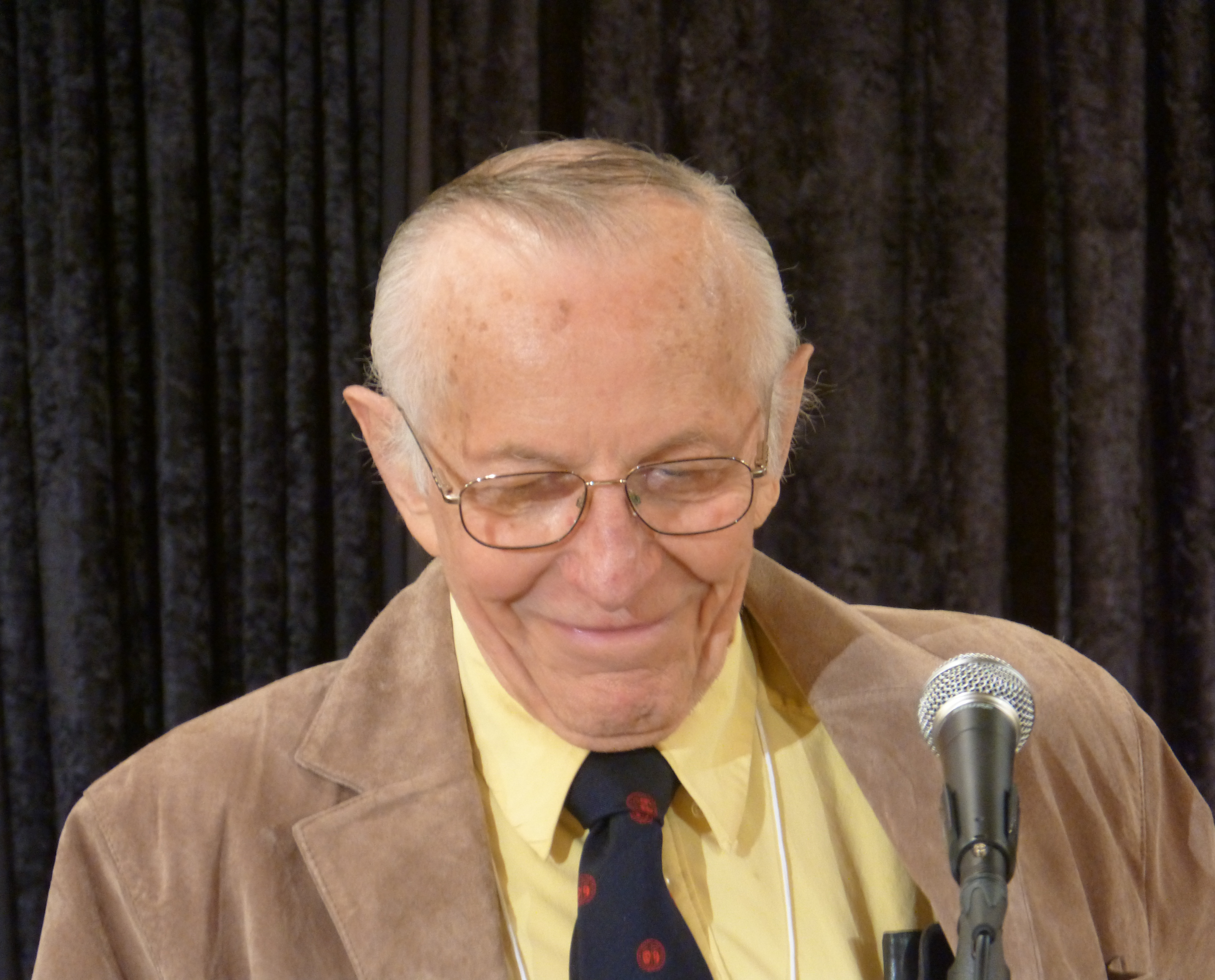

잔 멀린(Jan Wasylewski, 1925년 4월 3일 ~ 2019년 9월 20일)은 미국의 각본가, 배우, 텔레비전 배우이다.
뉴욕에서 태어났으며 로스앤젤레스에서 사망하였다.

## 영화
- Machete Maidens Unleashed! (2010년)
- 생매장 (1990년)
- 대지진 그후 (1990년)
- 살인 음모 (1989, Nowhere to Run)
- 미완성 청춘 (1988년)
- 글래디에이터 (1986년)
- 강력범 (1973년)
- 돈을 갖고 튀어라 (1969년)
- 발렌타인 데이의 대학살 (1967년)
- 제5전선 (1966년)
- 건스 오브 디아블로 (1965년)
- FBI (1965년)
- 해저 여행 (1964년)
- 전투 (1962년)
- 페리 메이슨 (1957년)
- 클라이막스! (1954년)
- 14시간 (1951년)